# アドルフ・エングラー
ハインリヒ・グスタフ・アドルフ・エングラー（Heinrich Gustav Adolf Engler、1844年3月25日 - 1930年10月10日）は、ドイツの植物学者。特に植物分類学と植物地理学 (Phytogeography) において多大な業績を残したことで知られている。命名者としての略記はEngl.。
エングラーの業績の中で最もよく知られているものとして、植物の分類体系である新エングラー体系の基礎を完成させたことが挙げられる。この新エングラー体系は、APG植物分類体系など新しい分類体系が登場している現代においても、広義の植物すべて（藻類から被子植物まで）を扱う唯一の分類体系である。
1913年にリンネ・メダルを受賞。

## 略歴

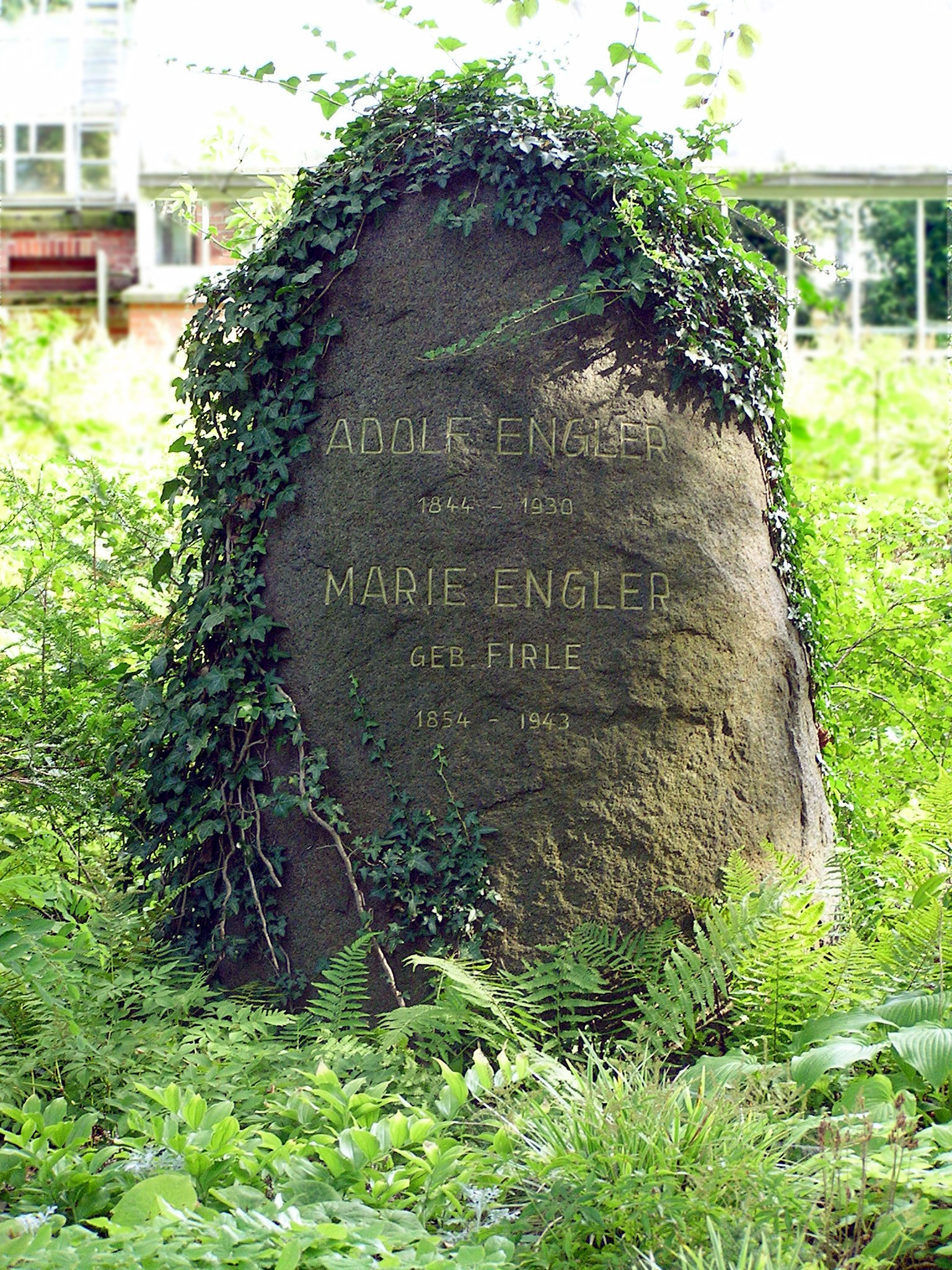
アドルフとその妻マリーの墓碑

1844年にプロイセンのサガン（現:ジャガン）で生まれた。
1866年にヴレスラウ大学（現:ヴロツワフ大学）でPh.D.を取得。1871年からルートヴィヒ・マクシミリアン大学ミュンヘンの植物コレクションの管理人として勤務し、1878年に退職。同年にキール大学の教授職を得て、システム植物学の講義を受け持った。1884年に同大学を離れ、ヴレスラウ大学に戻ってボタニカルガーデンの館長を務めた。
1889年から1921年にかけて、エングラーはベルリン大学の教授として勤務、またベルリン・ダーレム植物園の館長も務めた。
1930年にベルリンで死去。

## 著作
- Die naturlichen pflanzenfamilien
- Monographien afrikanischer pflanzenfamilien (1898–1904)
- Das pflanzenreich (1900–1953)
- Die pflanzenwelt Afrikas (1908–1910)